# Jubilee (album Versailles)
JUBILEE – drugi album zespołu Versailles. Wydany 20 stycznia 2010 roku, jako ostatni przedstawia pięciu pierwszych członków, ze względu na śmierć Jasmine You podczas nagrywania. Partie basu zostały nagrane przez obu Jasmine You i Hizaki’ego. Wokalista visual kei Kaya pojawia się również w tym albumie gościnnie jako wokal wspierający w utworach Ai to Kanashimi no Nocturne i Catharsis. Osiągnął 16 pozycję w rankingu Oricon.
Limitowana edycja została wydana w specjalnym opakowaniu z 32-stronicową książeczką i zapisem nutowym autorstwa Tsuchiya Kyōsuke i Arasawa Junko (SHOXX). Także w limitowanej edycji jest bonus DVD z teledyskami do ASCENDEAD MASTER, Serenade, a także z ujęciami zza kulis.
Zespół odbył również trasę koncertową Versailles World Tour 2010 "Method of Inheritance" promującą ich wydany album.

## Lista utworów
Dysk pierwszy (CD)
| Nr  | Tytuł                                                       | Autorzy tekstów | Muzyka        | Czas  |
| --- | ----------------------------------------------------------- | --------------- | ------------- | ----- |
| 1.  | "God Palace -Method of Inheritance-"                        | Kamijo          | Kamijo        | 10:30 |
| 2.  | "Ascendead Master"                                          | Kamijo          | Hizaki        | 5:49  |
| 3.  | "Rosen Schwert"                                             | Kamijo          | Kamijo        | 4:10  |
| 4.  | "Ai to kanashimi no Nocturne" (jap. 愛と哀しみのノクターン) | Kamijo          | Teru          | 4:54  |
| 5.  | "Amorphous"                                                 | Kamijo          | Hizaki        | 5:08  |
| 6.  | "Reminiscence"                                              |                 | Teru          | 2:30  |
| 7.  | "Catharsis"                                                 | Hizaki          | Hizaki & Teru | 6:05  |
| 8.  | "The Umbrella of Glass"                                     | Kamijo          | Kamijo        | 4:23  |
| 9.  | "Gekkakō" (jap. 月下香)                                     | Hizaki          | Hizaki        | 4:41  |
| 10. | "PRINCESS -Revival of Church-"                              | Kamijo          | Hizaki        | 8:16  |
| 11. | "Serenade"                                                  | Kamijo          | Hizaki        | 5:58  |
| 12. | "Sound in Gate"                                             | Kamijo          | Kamijo        | 2:36  |

Dysk drugi (DVD, japońska edycja)
| Nr | Tytuł                                               |  |
| -- | --------------------------------------------------- |  |
| 1. | "Ascendead Master" (wideoklip)                      |  |
| 2. | "Serenade" (wideoklip)                              |  |
| 3. | "Making of" (Ujęcia zza kulis tworzenia teledysków) |  |